# Atterrissage forcé
Pour plus de détails, voir Fiche technique et Distribution.
Atterrissage forcé (Nødlanding) est un film norvégien réalisé par Arne Skouen, sorti en 1952.

## Synopsis
Pendant la Seconde Guerre mondiale, les survivants du crash d'un bombardier américain dans l'Oslofjord sont cachés dans une église par les locaux pour échapper à l'occupant nazi.

## Fiche technique
- Titre : Atterrissage forcé
- Titre original : Nødlanding
- Réalisation : Arne Skouen
- Scénario : Colbjörn Helander et Arne Skouen
- Musique : Gunnar Sønstevold
- Photographie : Per Jonson
- Montage : Jan Erik Düring
- Production : Rigmor Hansson
- Société de production : Norsk Film
- Pays :  Norvège
- Genre : Drame et guerre
- Durée : 100 minutes
- Dates de sortie : 
  -  Norvège : 21 janvier 1952

## Distribution
- Henki Kolstad : Hans
- Jack Kennedy : Eddie, capitaine
- Randi Kolstad : Kristin
- Bjarne Andersen : Stråmannen
- Jens Bolling : Knut
- Einar Vaage : Edvartsen
- Samuel Matlowsky : Leo, sergent
- Lee Payant : Fiorello, second lieutenant
- John Robbins : Don, sergent
- Lee Zimmer : Steve, sergent
- Chris Bugge : Mart, premier lieutenant
- Joachim Holst-Jensen : Willie
- Svein Byhring : Småen

## Distinctions
Le film a été présenté en sélection officielle en compétition au Festival de Cannes 1952.